# Codlea
Codlea (ˈkodle̯a; tysk: Zeiden; transsylvansk saksisk dialekt: Zäöeden; ungarsk: Feketehalom) er en by i distriktet Brașov i Transsylvanien, Rumænien.
Byen har 20.534 (2021) indbyggere.

## Historie
I det 13. århundrede byggede Den Tyske Orden en fæstning kendt som Schwarzburg ("Sorte borg") i nærheden af "Măgura Codlei". Borgens navn blev første gang noteret i 1265 og blev genopbygget for sidste gang i 1432 af det håndværkergilde, der arbejdede i byen. Byen Codlea menes også at være grundlagt af transsylvanske saksere. Den befæstede kirke i byen er den største i den historiske region Burzenland.
Codlea var kendt for sine blomster og blev kaldt blomsterbyen.